# Aardappeldruk

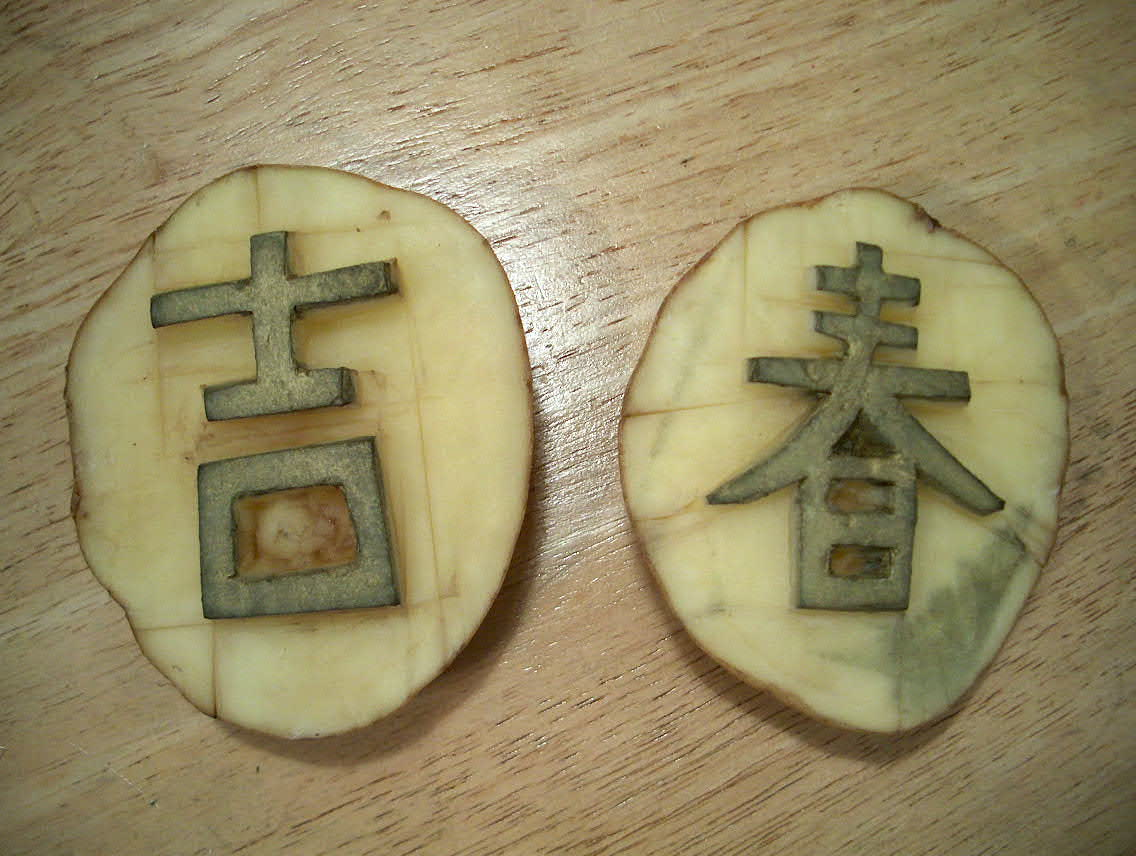
Aardappelstempels voor het Chinese Nieuwjaar.

Aardappeldruk is een druktechniek waarbij een gehalveerde aardappel als stempel wordt gebruikt, de zogeheten aardappelstempel. Het gebruik van aardappelstempels is een primitieve druktechniek en een vorm van hoogdruk die vergelijkbaar is met stempeldruk.
Terwijl bij een houtgravure hout gebruikt wordt en bij de linosnede linoleum wordt bij aardappeldruk een ongekookte aardappel gebruikt. Deze is zacht genoeg om het materiaal makkelijk met een mesje te bewerken, maar hard genoeg om er een scherpe afdruk mee te maken. Voor houtgravures en linosnedes wordt speciaal gereedschap gebruikt, een guts. De vorm om te stempelen kan ook worden aangebracht met behulp van koekvormpjes, waarmee koekjes kunnen worden uitgesneden.

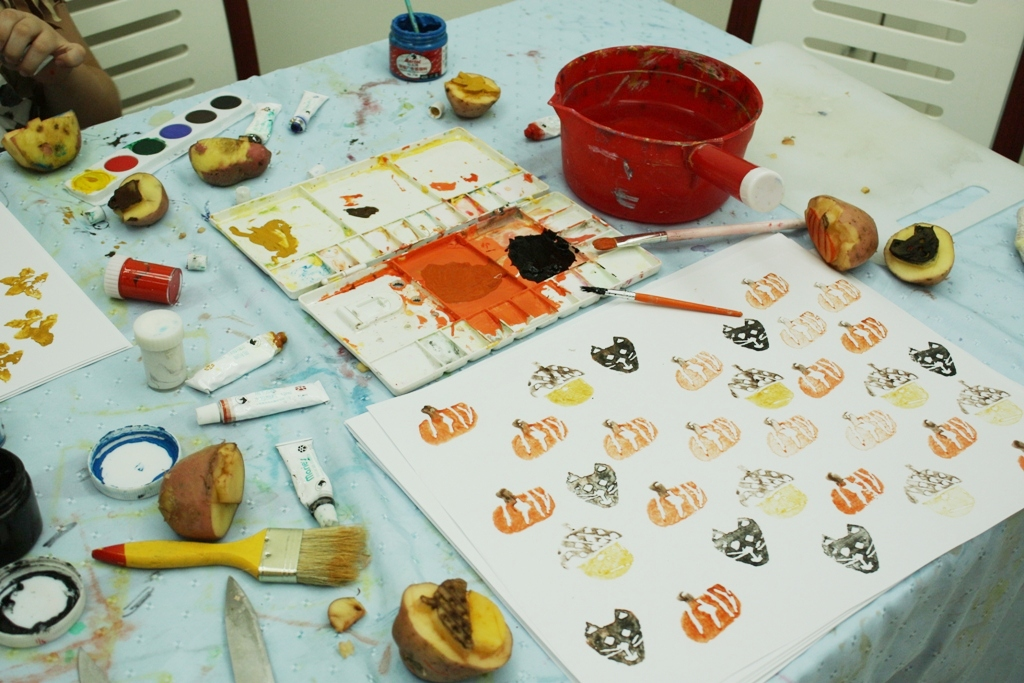
Werktafel tijdens het maken van aardappeldrukken

De aardappel wordt eerst doormidden gesneden, zodat een vlak oppervlak ontstaat. In dat vlakke gedeelte van de aardappel wordt vervolgens een reliëf uitgesneden die na het aanbrengen van verf of inkt gebruikt kan worden om vormen of patronen op papier of textiel te drukken. Omdat de aardappel vochtig is, moet deze eerst iets gedroogd worden om de inkt goed te laten pakken. Er moet een wateroplosbare verf gebruikt worden, zoals gouache, acrylverf of een moderne wateroplosbare inkt voor hoogdruk.
De dwarsdoorsnede van een langwerpige aardappel maakt het mogelijk om het uiteinde vast te houden en ermee te stempelen. De aardappeldruk maakt het mogelijk om de afdruk op een drager te herhalen, waardoor al dan niet regelmatige patronen ontstaan.
Aardappeldruk wordt gebruikt in het onderwijs om de creativiteit van de leerlingen te stimuleren. Het geeft ook inzicht in de werking van hoogdruk en laat de leerlingen inzien dat bijvoorbeeld een letter gespiegeld wordt afgedrukt.
De origine van aardappeldruk is onbekend. Aardappelstempels, en stempels gemaakt van bijvoorbeeld knolrapen en bieten, hebben een korte levensduur. Om die reden werden ze meestal vervangen voor duurzamere blokstempels van bijvoorbeeld hout of rubber.